# Tonika
A tonika (francia tonique) a dúr–moll tonális zenében a hangnem alaphangja. Ez a hang az adott hangnem névadója, tehát a tonika C-dúrban c, a-mollban a stb. A tonika kifejezés eredetileg Jean-Philippe Rameau-tól származik, Hugo Riemann kezdte el a terminust a tonikára épülő hármashangzat, mint zenei funkció jelölésére használni.